# Campeonato Asiático de Atletismo de 2017 - 200 m masculino
A prova dos 200 metros masculino do Campeonato Asiático de Atletismo de 2017 foi disputada entre os dias 6 e 7 de julho de 2017 no Kalinga Stadium em Bhubaneswar, na Índia. 

## Recordes
Antes desta competição, os recordes mundiais e do campeonato nesta prova eram os seguintes:
|                       | Nome              | Nacionalidade | Tempo  | Local    | Data                   |
| --------------------- | ----------------- | ------------- | ------ | -------- | ---------------------- |
| Recorde mundial       | Usain Bolt        | Jamaica       | 19s 19 | Berlim   | 20 de agosto de 2009   |
| Recorde do campeonato | Femi Seun Ogunode | Catar         | 20s 28 | Wuhan    | 6 de julho de 2015     |
| Recorde asiático      | Femi Ogunode      | Catar         | 19s 97 | Bruxelas | 11 de setembro de 2015 |

## Medalhistas
| Ouro                | Prata              | Bronze             |
| Yang Chun-han (TPE) | Park Bong-go (KOR) | Femi Ogunode (QAT) |

## Resultados

### Bateria

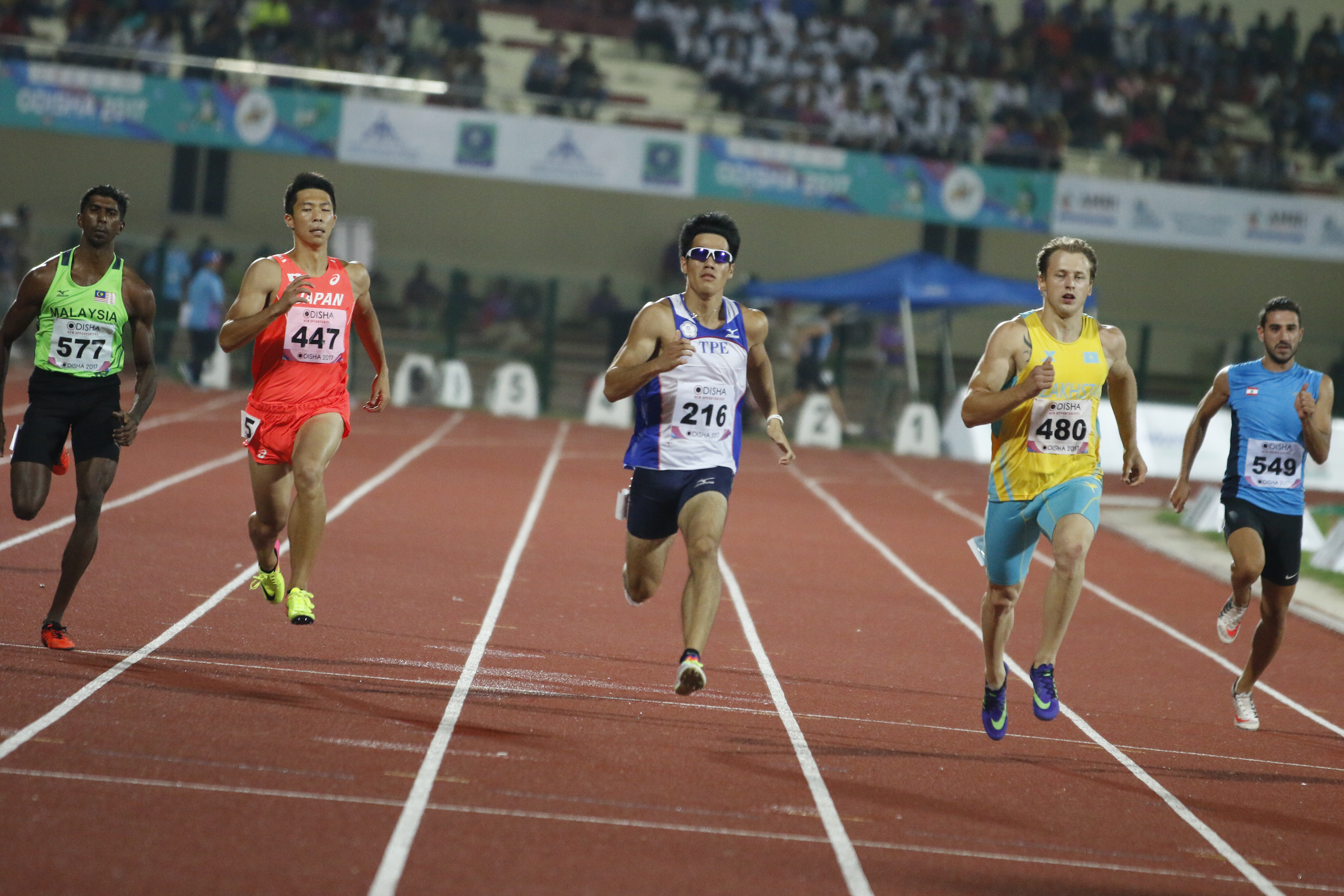
Bateria 2 em curso

Qualificação: 3 atletas de cada bateria  (Q) mais os  4 melhores qualificados (q). 
| Posição | Bateria | Atleta                    | Nacionalidade | Tempo   | Notas |
| ------- | ------- | ------------------------- | ------------- | ------- | ----- |
| 1       | 4       | Femi Ogunode              | Catar         | 20.79   | Q     |
| 2       | 2       | Yang Chun-han             | Taipé Chinesa | 20.90   | Q     |
| 3       | 1       | Bie Ge                    | China         | 20.92   | Q     |
| 4       | 1       | Park Bong-go              | Coreia do Sul | 20.97   | Q     |
| 5       | 1       | Trenten Anthony Beram     | Filipinas     | 21.05   | Q     |
| 6       | 4       | Ahmed Esam                | Iraque        | 21.06   | Q     |
| 7       | 2       | Vladislav Grigoryev       | Cazaquistão   | 21.10   | Q     |
| 8       | 3       | Lee Jae-ha                | Coreia do Sul | 21.18   | Q     |
| 8       | 4       | Hassan Taftian            | Irão          | 21.18   | Q     |
| 10      | 2       | Kotaro Taniguchi          | Japão         | 21.27   | Q     |
| 11      | 4       | Vinoj Suranjaya De Silva  | Sri Lanka     | 21.29   | q     |
| 12      | 3       | Amiya Kumar Mallick       | Índia         | 21.30   | Q     |
| 13      | 2       | Aravinn Thevarr           | Malásia       | 21.33   | q     |
| 14      | 3       | Ali Khadivar              | Irão          | 21.37   | Q     |
| 15      | 3       | Liang Jinsheng            | China         | 21.41   | q     |
| 16      | 1       | Mohamed Obaid Al-Hindi    | Omã           | 21.66   | q     |
| 17      | 2       | Noureddine Hadid          | Líbano        | 21.92   |       |
| 18      | 4       | Rashid Huwaishal          | Omã           | 22.13   |       |
| 19      | 1       | Abdelrahman Abu Al-Hummos | Jordânia      | 22.18   |       |
| 19      | 3       | Christopher Boulos        | Líbano        | 22.18   |       |
| 21      | 2       | Grigoriy Derepaskin       | Tajiquistão   | 22.30   |       |
| 22      | 2       | Shariful Islam            | Bangladesh    | 22.41   |       |
| 22      | 4       | Shinebayar Damdinchimeg   | Mongólia      | 22.41   |       |
| 24      | 3       | Sarees Ahmed              | Maldivas      | 22.77   |       |
| 25      | 1       | Jantsandorj Ganbold       | Mongólia      | 23.83   |       |
| 26      | 3       | Tosin Ogunode             | Catar         | 1:55.51 |       |
| 27      | 4       | Hassan Saaid              | Maldivas      | DNS     |       |

### Semifinal

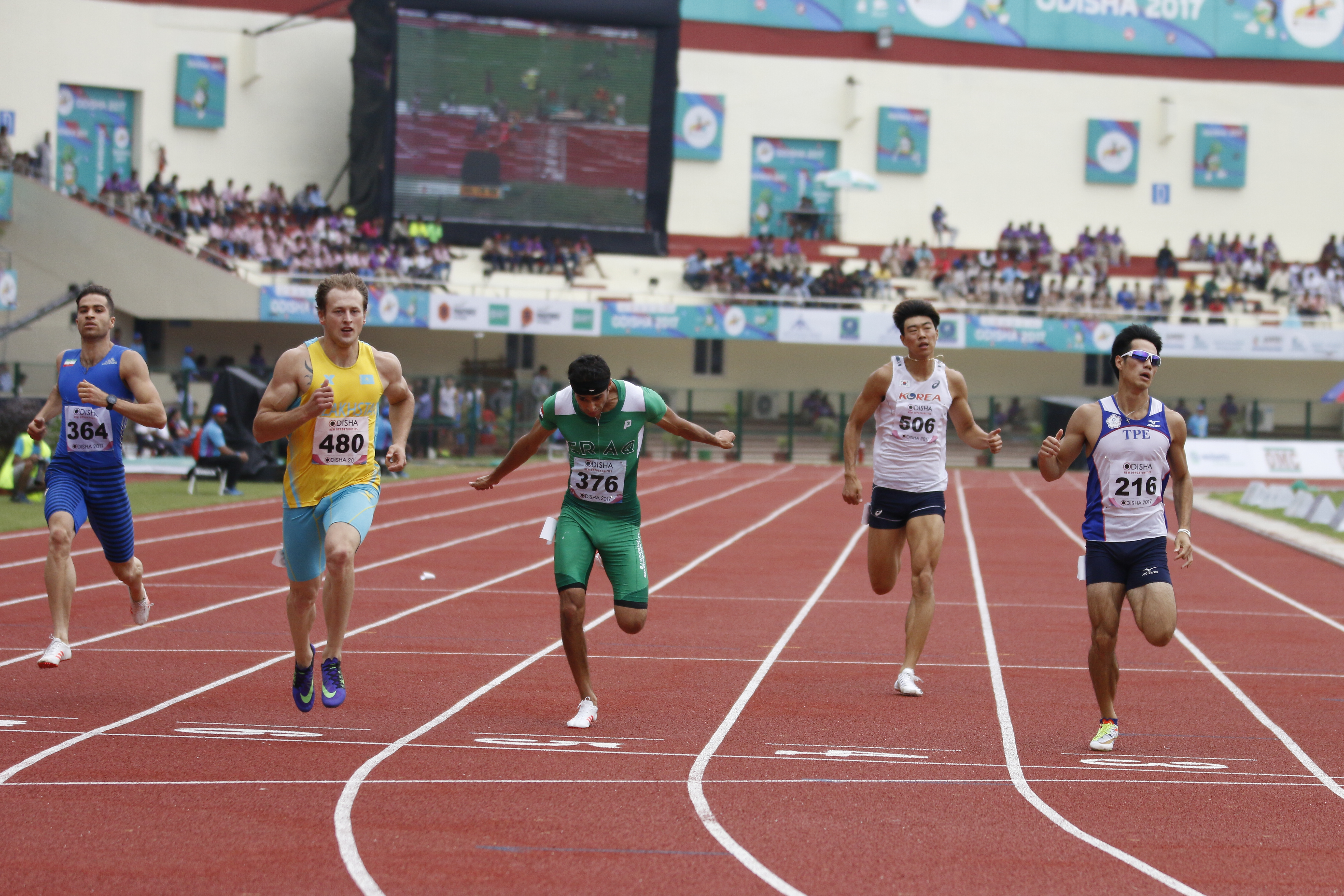
Semifinal 1

Qualificação: 3 atletas de cada bateria  (Q) mais os  2 melhores qualificados (q).
| Posição | Bateria | Atleta                   | Nacionalidade | Tempo | Notas |
| ------- | ------- | ------------------------ | ------------- | ----- | ----- |
| 1       | 2       | Park Bong-go             | Coreia do Sul | 20.91 | Q     |
| 2       | 2       | Bie Ge                   | China         | 20.95 | Q     |
| 3       | 1       | Vladislav Grigoryev      | Cazaquistão   | 20.98 | Q     |
| 4       | 1       | Kotaro Taniguchi         | Japão         | 21.01 | Q     |
| 5       | 2       | Femi Ogunode             | Catar         | 21.05 | Q     |
| 6       | 2       | Trenten Anthony Beram    | Filipinas     | 21.05 | q     |
| 7       | 1       | Yang Chun-han            | Taipé Chinesa | 21.09 | Q     |
| 8       | 2       | Amiya Kumar Mallick      | Índia         | 21.12 | q     |
| 9       | 1       | Ahmed Esam               | Iraque        | 21.14 |       |
| 10      | 1       | Hassan Taftian           | Irão          | 21.18 |       |
| 11      | 2       | Vinoj Suranjaya De Silva | Sri Lanka     | 21.27 |       |
| 12      | 2       | Ali Khadivar             | Irão          | 21.28 |       |
| 13      | 1       | Aravinn Thevarr          | Malásia       | 21.41 |       |
| 14      | 1       | Lee Jae-ha               | Coreia do Sul | 21.66 |       |
| 15      | 2       | Mohamed Obaid Al-Hindi   | Omã           | 21.93 |       |
| 16      | 1       | Liang Jinsheng           | China         | 22.10 |       |

### Final

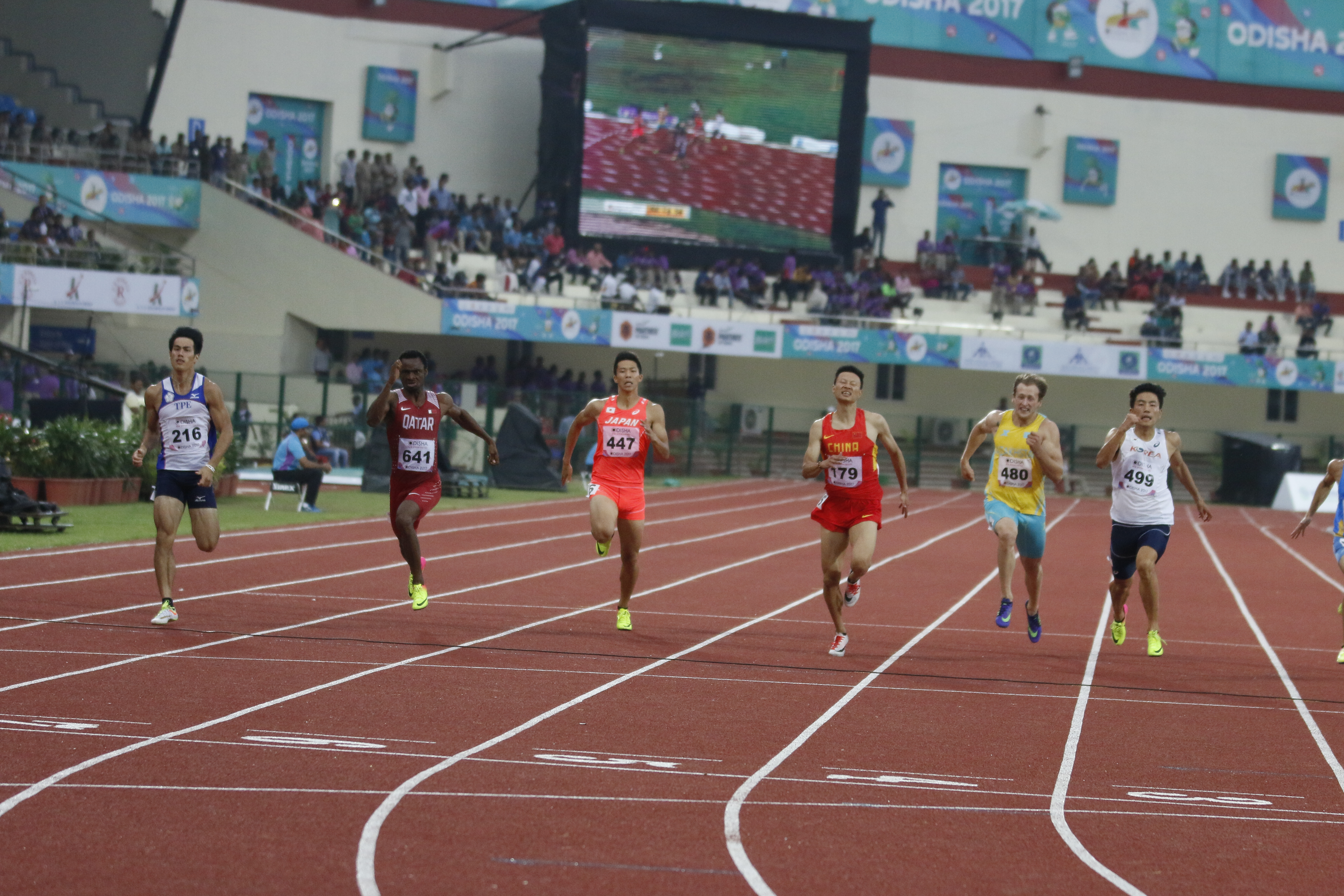
A final

| Posição           | Raia | Atleta                | Nacionalidade | Resultados | Notas            |
| ----------------- | ---- | --------------------- | ------------- | ---------- | ---------------- |
| Medalha de ouro   | 8    | Yang Chun-han         | Taipé Chinesa | 20.66      | Recorde nacional |
| Medalha de prata  | 3    | Park Bong-go          | Coreia do Sul | 20.76      |                  |
| Medalha de bronze | 7    | Femi Ogunode          | Catar         | 20.79      |                  |
| 4                 | 5    | Bie Ge                | China         | 20.85      |                  |
| 5                 | 2    | Trenten Anthony Beram | Filipinas     | 20.96      | Recorde nacional |
| 6                 | 6    | Kotaro Taniguchi      | Japão         | 21.01      |                  |
| 7                 | 1    | Amiya Kumar Mallick   | Índia         | 21.03      |                  |
| 8                 | 4    | Vladislav Grigoryev   | Cazaquistão   | 21.07      |                  |

Legenda
| Recorde mundial       | Recorde mundial (World record)               |                       | Recorde africano                      | Recorde africano (African) |                                           | Q | Classificado por posição (Qualified) |
| Recorde do campeonato | Recorde do campeonato (Championship record)  | Recorde da América    | Recorde da América (Americas)         | q                          | Classificado por melhor tempo (Qualified) |   |                                      |
| Melhor marca do ano   | Melhor marca do ano (World leading)          | Recorde asiático      | Recorde asiático (Asian)              | DNS                        | Não largou (Did not start)                |   |                                      |
| Recorde nacional      | Recorde nacional (National record)           | Recorde europeu       | Recorde europeu (European)            | DNF                        | Não terminou (Did not finish)             |   |                                      |
| Recorde pessoal       | Recorde pessoal do atleta (Personal best)    | Recorde da Oceania    | Recorde da Oceania (Oceania)          | DSQ / DQ                   | Desclassificado (Disqualified)            |   |                                      |
| Recorde da temporada  | Recorde da temporada do atleta (Season best) | Recorde sul-americano | Recorde sul-americano (South America) | NM                         | Sem marca (No mark)                       |   |                                      |